# Волите ли Брамса?
Волите ли Брамса? (фр. Aimez-vous Brahms) је роман француске књижевнице Франсоаз Саган, објављен 1959. године. Главна јунакиња је Паула, 39-годишња декоратерка која је у дугогодишњој вези са Роџером, својим вршњаком, који је непрекидно вара. Она се упознаје са младим Симоном, иначе сином свог клијента из Америке и са њим започне љубавну везу. Међутим, та веза ће изазвати скандал због разлике у годинама између двоје љубавника. Роман је екранизован 1961. године, послуживши као предложак за истоимени филм редитеља Анатола Литвака са Ингрид Бергман, Ив Монтаном и Ентони Перкинсом у главним улогама.